# Wilhelm Böhm (Germanist)

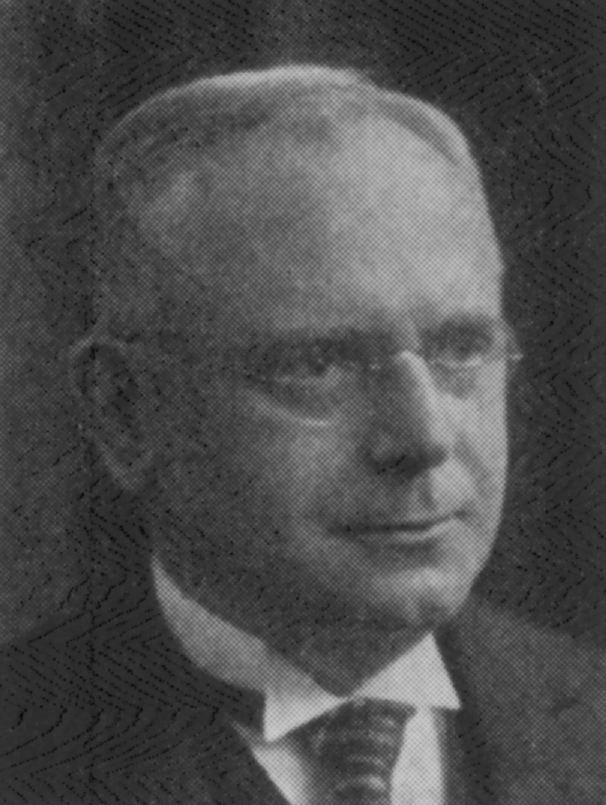
Wilhelm Böhm

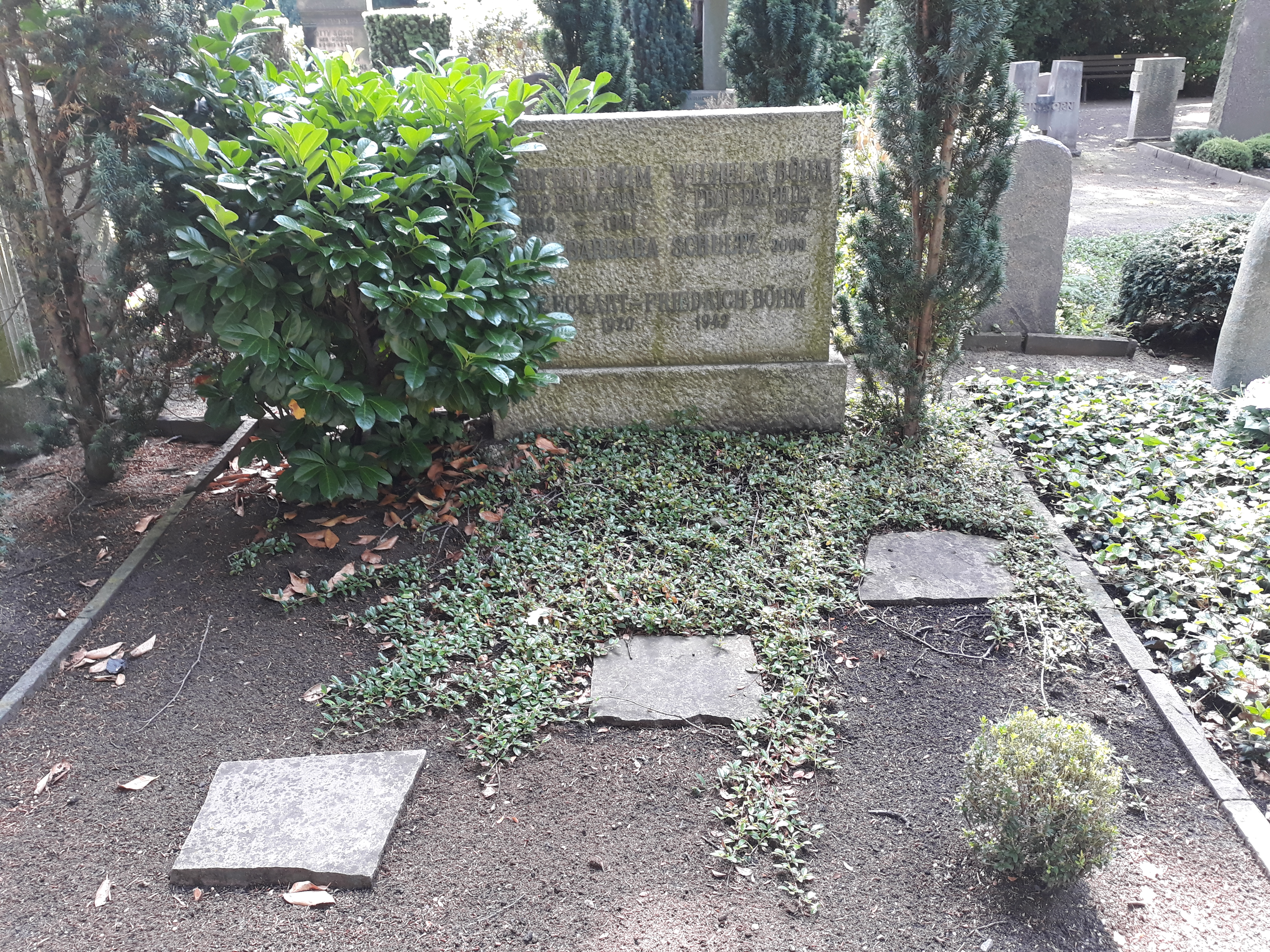
Das Grab von Wilhelm Böhm und seiner Ehefrau Gertrud geborene Baumann im Familiengrab auf dem Neuen St.-Nikolai-Friedhof in Hannover

Wilhelm Böhm (* 24. Dezember 1877 in Berlin; † 11. März 1957 in Hannover) war ein deutscher Germanist und Hochschullehrer.

## Leben
Er war der Sohn des Hannoverschen Schulvorstehers Friedrich Böhm und seiner Ehefrau Marie, geborene Schröter. Nach dem Besuch des Humboldt-Gymnasiums in Berlin studierte er Geschichte, Philologie und Philosophie in Berlin. Er promovierte 1902 bei Erich Schmidt mit einer Dissertation zum Thema „Die Bruchstücke von Hölderlins Empedokles.“ Von 1906 bis 1924 war er Lehrer im höheren Schuldienst, zeitweise auch Direktor eines Lyzeums in Berlin. Danach lebte er in Berlin als Privatgelehrter. Ab 1930 war er Honorar-Professor für Deutsche Sprache und Literatur an der Technischen Hochschule Hannover. Zum 1. Mai 1933 trat er der NSDAP bei (Mitgliedsnummer 2.958.762). Ferner war er Mitglied des Nationalsozialistischen Lehrerbundes. Er lehrte bis 1955 u. a. auch Philosophie und Kulturphilosophie. Nachlassmaterialien zur Hölderlin-Ausgabe befinden sich in der Württembergischen Landesbibliothek Stuttgart.

## Schriften
- Studien zu Hölderlins Empedokles. Wagner, Weimar 1902.
- Hölderlin. 2 Bände. Niemeyer, Halle 1928–1930.
- Faust der Nichtfaustische. Niemeyer, Halle 1933. (Neuausgabe 1949 im Verlag Seemann, Köln, unter dem Titel Goethes Faust in neuer Deutung. Ein Kommentar für unsere Zeit.)
- Über die Möglichkeit systematischer Kulturphilosophie. Niemeyer, Halle 1927.
- Die Seele des Schauspielers. Seemann, Leipzig 1941
- Friedrich Hölderlin. Zum 100. Todestag des Dichters am 7. Juni 1943. Gronau, Jena 1943.
- Leibniz in Hannover. Hahnsche Buchhandlung, Hannover 1947.

## Herausgeberschaft
- (Mit Paul Ernst): Friedrich Hölderlins gesammelte Werke. 3 Bände. Diederichs, Jena und Leipzig 1905.
- Friedrich Hölderlin: Ausgewählte Briefe. Diederichs, Jena 1910.
- Hölderlin und die Schweiz. Dichtungen und Briefe Hölderlins aus dem Gerichtskreise des Schweizerischen. Huber, Frauenfeld 1935.